# Sparodon durbanensis
Sparodon durbanensis — вид окунеподібних риб родини спарові (Sparidae). Це морський, тропічний, демерсальний вид, що мешкає на глибині до 80 м. Зустрічається у Південно-Східній Атлантиці та на заході Індійського океану біля берегів Африки. Тіло завдовжки до 120 см. Живиться на піщаному ґрунті різними безхребетними.